# Lohmann-Affäre (Weimarer Republik)
Als Lohmann-Affäre oder Phoebus-Skandal wurde in der Weimarer Republik 1927 die Aufdeckung eines geheimen Aufrüstungsprogramms im Zuge des Bankrotts der Filmproduktionsgesellschaft Phoebus-Film AG bezeichnet. Sie führte neben der Entlassung von Walter Lohmann zum Rücktritt des Reichswehrministers Otto Geßler am 19. Januar 1928 und zur Entlassung des Chefs der Reichsmarine, Hans Zenker, am 30. September 1928.

## Geheime Aufrüstung
Anfang 1923 wurde Kapitän zur See Walter Lohmann (1878–1930), der sich seit 1920 als Leiter der Seetransportabteilung der Marine Erfahrungen in internationalen Geschäften und das volle Vertrauen von Marinechef Admiral Paul Behncke erworben hatte, die Verwaltung „schwarzer Kassen“ der Marine übertragen. Es handelte sich dabei zunächst um Erlöse in Höhe von ca. 100 Mio. Goldmark aus dem illegalen Verkauf von Schiffen, die nach dem Versailler Vertrag eigentlich hätten verschrottet werden müssen. Dazu kam ein vom Kabinett ohne Wissen des Parlaments aufgelegter „Ruhrfonds“ (Marineanteil: 12 Mio. Goldmark) zur Vorbereitung eines auch militärischen Widerstands in der Ruhrkrise. Dazu schrieb Reichswehrminister Geßler in seinen Memoiren:

„[Lohmann] hatte primär und unter allen Umständen für Geheimhaltung zu sorgen. Er hatte im Falle einer Panne für das Getane geradezustehen, d. h., alles auf die eigene Kappe zu nehmen, als reine Privataktion zu vertreten. Er erhielt dafür die Zusicherung eines persönlichen Ehrenschutzes.“

Die Ruhrfondsgelder wurden überwiegend wie vorgesehen zum heimlichen Waffenkauf vor allem in Italien und zum Aufbau einer Tankerdampfflotte verwendet. Doch die Aktivitäten gingen darüber weit hinaus:
- Aufbau eines Marinenachrichtendienstes, zunächst zur Sicherstellung von Rohstofflieferungen.
- Entwicklung eines modernen U-Boots (u. a. mit blasenfreiem Torpedo, siehe auch U-Boot-Klasse II) mit Hilfe geheimer Fonds der Germaniawerft (Kiel), der AG Weser (Bremen), und der Vulkanwerften in Hamburg und in Stettin, das, auf Vermittlung von Wilhelm Canaris, durch das in Den Haag ansässige  Ingenieurskantoor voor Scheepsbouw[3] ab 1926 in Cádiz (Spanien) gebaut wurde.
- Unterstützung für die Ernst Heinkel Flugzeugwerke, die Dornier-Werke und die Rohrbach Metallflugzeugbau zum Bau von Flugzeugen.
- Kauf der Caspar-Werke, die – vorgeblich zivile – Flugzeuge entwickelten, deren Leistungsdaten allerdings denen von Militärflugzeugen anderer Länder ähnelten.[4]
- Severa (Seeflugzeug-Versuchsabteilung) zur Entwicklung von der Marine benötigter Flugzeugtypen und zum Training von Piloten auf Norderney und in Kiel-Holtenau
- Travemünder Yachthafen A.G. zur Entwicklung und Unterhalt von Schnellbooten.[5]
- Beteiligung an der Gründung der Neustädter Slip GmbH als Reparatur- und Ausbildungsbetrieb für Sportboote und Schnellboote.
- Gründung des Deutschen Hochseesportverbandes HANSA (heute DHH) zur Förderung des Offiziersnachwuchses für die geheime Wiederaufrüstung der Reichsmarine (Aufbau einer Schnellbootflotte); dafür wurde dem Verein die gut mit Booten ausgestattete Hanseatische Yachtschule[6] in Neustadt/Holstein zur Verfügung gestellt.

## Wirtschaftsaktivitäten
Nebenher begann Lohmann auch in kommerzielle Projekte zu investieren:
- Grundstücksspekulationen
- Kauf der Berlin Bacon A.G., mit der er den Dänen den britischen Speckmarkt streitig machen wollte
- Kauf eines Aktienpakets der Privatbank Berliner Bankverein (die Bank, über die Lohmann alle Aktivitäten finanzierte)[7]
- Entwicklung eines Eisbergungsverfahrens
- Beteiligung an und Bürgschaften für die Phoebus-Film AG (s. u.)

Für diese nicht-maritimen Aktivitäten gab es verschiedene Erklärungen:
- sie sollten indirekt im Interesse der Marine sein, denn man hätte beispielsweise die Kühlschiffe der Berlin Bacon A.G. im Kriegsfall auch als Truppentransporter einsetzen können[8]
- sie sollten dem unauffälligen Aufbau eines Agentennetzes dienen
- sie sollten die Finanzierung der geheimen Projekte verschleiern
- sie sollten durch wirtschaftlichen Erfolg fehlende Mittelzuflüsse ersetzen[9]

## Phoebus-Film
An der Phoebus-Film AG, die 1922 ihren ersten Film veröffentlicht hatte und 1927 die drittgrößte Filmproduktionsgesellschaft in Deutschland war, beteiligte sich Lohmann ab 1924 mit hohen Einlagen. Neben Renditen erwartete er auch, in den Phoebus-Auslandsbüros unauffällig Agenten platzieren zu können.
Als die Phoebus in finanzielle Schwierigkeiten geriet, besorgte er ihr einen Kredit der Girozentrale. Die dafür erforderliche Reichsbürgschaft erhielt er nur gegen eine weitere, angeblich vorrangige Bürgschaft der Muttergesellschaft Lignose AG, der er, scheinbar im Namen der Reichsregierung, versicherte, sie werde nicht in Anspruch genommen. Später unterschrieb er eigenmächtig weitere Bürgschaften.
Kurd Wenkel, ein Wirtschaftsjournalist des Berliner Tageblatts, wunderte sich ab Mitte Juli 1927, durch welche Zuflüsse die Gesellschaft ihren Zusammenbruch so lange hinauszögern konnte. Nachdem ihn ein ehemaliger Phoebus-Mitarbeiter über die Lohmann-Investitionen informiert hatte, machte Wenkel den Skandal in Artikeln am 8. und 9. August öffentlich. Über die wahren Hintergründe war er sich vermutlich nicht im Klaren, sondern vermutete, der Staat habe „im nationalen Sinne“ Einfluss auf Programm und Verleihpolitik der Phoebus nehmen wollen, was nicht ganz unberechtigt war, weil im seichten Programm der Phoebus (Man spielt nicht mit der Liebe) einzelne nautische Einsprengsel auffielen (Nordlandsfahrt deutscher Kriegsschiffe). Als der Konkurs im August nicht mehr abzuwenden war, brach die Finanzierungskonstruktion zusammen.

## Nach der Enthüllung
Zwar bekam Lohmann von allen Seiten Ehrenerklärungen, er habe sich nicht persönlich bereichert. Doch wurde auch berichtet, er sei mit dem Phoebus-Direktor Ernst Hugo Correll befreundet gewesen und habe seiner Freundin Else Ektimov (oder Elke Ekimoff) eine 12-Zimmer-Wohnung und eine gutbezahlte Anstellung bei der Phoebus verschafft.
Die Regierung unter Reichskanzler Marx bemühte sich um Schadensbegrenzung. Unter Androhung einer Anzeige wegen Landesverrats wurden die Wenkel-Artikel gestoppt. Die seefernen Wirtschaftsaktivitäten wurden als Eigenmächtigkeit eines subalternen Beamten dargestellt und aus dem Phoebus-Skandal wurde die Lohmann-Affäre. Die geheimen Aufrüstungsaktivitäten und damit der Bruch des Versailler Vertrags konnten vertuscht werden. Zwar fragte der KPD-Abgeordnete Ernst Schneller im Reichstag sehr präzise nach Einzelheiten des Aufrüstungsprogramms, wurde aber ignoriert. Die Reichsregierung ernannte Ministerialrat Georg Schulz zum „Kommissar für die Abwicklung einzelner noch in Verwaltung von Dienststellen der Heeresleitung befindlicher nicht haushaltsrechtlich zugelassener Fonds“ und damit für die Aufklärung der Lohmann-Affäre.
Der Reichstag bewilligte die Kosten für die Abwicklung der Affäre in Höhe von 26 Millionen RM erst nach dem Rücktritt von Reichswehrminister Otto Geßler am 19. Januar 1928. Sein Nachfolger Wilhelm Groener entließ am 30. September auch den Chef der Reichsmarine Admiral Zenker. Lohmann wurde mit gekürzter Pension in den Ruhestand versetzt. Er starb verarmt, aber immer noch in Geschäften unterwegs, drei Jahre später an einem Herzschlag.
Die geheime Aufrüstung wurde nicht eingestellt, sondern verstärkt und wesentlich besser versteckt; sie wurde teilweise einer unabhängigen und geheimen Kontrolle durch den Rechnungshof unterworfen. Der Marinenachrichtendienst wurde 1928 dem Reichswehrminister direkt unterstellt. Die Severa wurde von der Deutschen Luft Hansa AG als Abteilung Küstenflug übernommen, obwohl sie bereits eine Abteilung Seeflug hatte.

## Weitere Enthüllungen
Als im Nachtragshaushalt der Republik 1926 Finanzmittel für den Bau einer Offiziersschule in Friedrichsort beantragt wurden, kam bei der Parlamentsdebatte darüber zutage, dass die Schule bereits gebaut und vom Chef der Marineleitung Zenker eingeweiht worden war. Die SPD vermutete schwarze Kassen und forderte, die Verfügungsgewalt von Heer und Marine über ihre Haushaltsmittel zu begrenzen und deren Verwendung genauer zu überwachen.

Der Artikelanfang im Originalheft

1929 erschien in der Weltbühne der Artikel Windiges aus der deutschen Luftfahrt, der einzelne Details der fortgesetzten geheimen Aufrüstung enthüllte. Der Autor Walter Kreiser (Pseudonym: Heinz Jäger) und der Herausgeber Carl von Ossietzky wurden im Weltbühne-Prozess wegen Verrats militärischer Geheimnisse zu 18 Monaten Gefängnis verurteilt.